# Плавунець (птах)
Плавунець (Phalaropus) — рід птахів родини баранцевих (Scolopacidae) ряду сивкоподібних (Charadriiformes), що включає три сучасні види: плавунців плоскодзьобого, круглодзьобого і довгодзьобого.

## Спосіб життя
Види мешкають по берегах водойм тундри і зимують на морському узбережжі або у відкритому морі. Вони гніздяться у північній частині північної півкулі, а зимують зазвичай у південній півкулі.

## Опис
Ці птахи мають особливості:
- У птахів є лусочки шкіри на пальцях, які полегшують плавання.
- Сильний віковий і сезонний диморфізм, а також значний статевий диморфізм.
- Самиці яскравіше забарвлені і залишають самця після відкладання яєць. Самці висиджують яйця і піклуються про потомство.
- Птахи шукають живлення на суші і у воді.